# Medaglia al merito (Montenegro)
La Medaglia al merito fu una medaglia commemorativa concessa dal Regno del Montenegro per particolari servizi resi alla famiglia reale o alla nazione del Montengro.

## Storia
La medaglia venne istituita nel 1895 da re Nicola I del Montenegro come ricompensa destinata a premiare quanti si fossero distinti nel servizio a favore del regno o della famiglia reale del Montengro.

## Insegne
Medagliaè costituita da un disco di bronzo di 30,2 mm sul quale è presente, sul diritto, il profilo giovanile di re Nicola I rivolto a destra, attorniato dall'iscrizione in cirillico coi titoli regali. Sul retro si un ramo d'alloro e uno di quercia incrociati con al centro la scritta "al merito" in cirillico. La traduzione della parola "al merito" con "allo zelo" ha portato storicamente a definire questa medaglia anche con questa dicitura.
Nastrorosso, blu, bianco.